# Landkreis Komotau

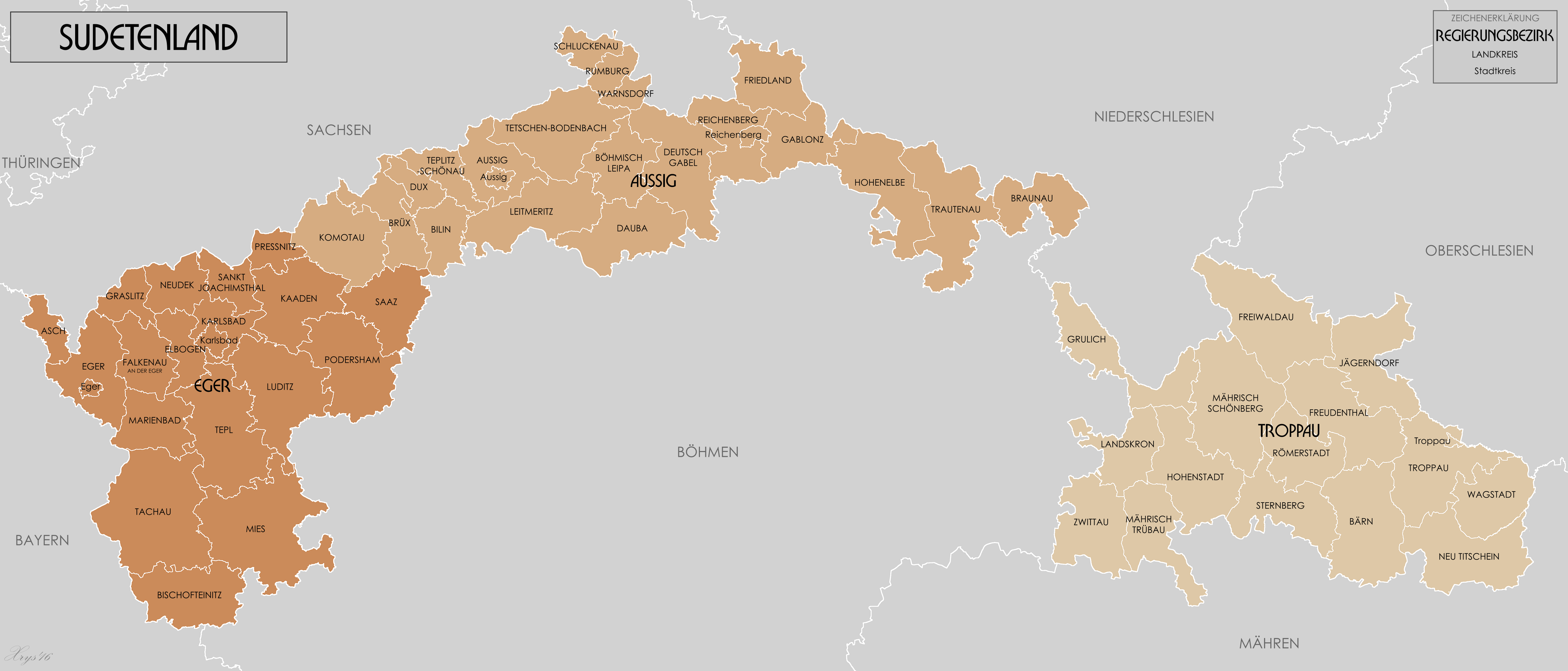
Verwaltungskarte des Reichsgaus Sudetenland

Der Landkreis Komotau war ein deutscher Landkreis in Böhmen auf dem Gebiet der heutigen Tschechischen Republik. Er existierte während der Besetzung durch das Deutsche Reich in der Zeit zwischen 1938 und 1945. Er umfasste am 1. Januar 1945  acht Städte:
- Deutsch Kralup
- Eidlitz
- Görkau
- Komotau
- Priesen
- Sebastiansberg
- Seestadtl
- Sonnenberg

und 77 weitere Gemeinden. Er entsprach in etwa dem Okres Chomutov.
Am 1. Dezember 1930 hatte das Gebiet des Landkreises Komotau 89.898 Einwohner, am 17. Mai 1939 waren es 85.363 und am 22. Mai 1947 59.676 Bewohner.

## Verwaltungsgeschichte

### Tschechoslowakei / Deutsche Besatzung
Vor dem Münchner Abkommen vom 29. September 1938 gehörte der politische Bezirk Chomutov zur Tschechoslowakei.
In der Zeit vom 1. bis 10. Oktober 1938 besetzten deutsche Truppen das Sudetenland. Der politische Bezirk Chomutov trug fortan die frühere deutsch-österreichische Bezeichnung Komotau. Der politische Bezirk Komotau umfasste die Gerichtsbezirke Görkau, Komotau und Sebastiansberg. Seit dem 20. November 1938 führte der politische Bezirk Komotau die Bezeichnung „Landkreis“. Er unterstand bis zu diesem Tage dem Oberbefehlshaber des Heeres, Generaloberst Walther von Brauchitsch, als Militärverwaltungschef.

### Deutsches Reich
Am 21. November wurde das Gebiet des Landkreises Komotau förmlich in das Deutsche Reich eingegliedert und kam zum Verwaltungsbezirk der Sudetendeutschen Gebiete unter dem Reichskommissar Konrad Henlein.
Sitz der Kreisverwaltung wurde die Stadt Komotau.
Ab dem 15. April 1939 galt das Gesetz über den Aufbau der Verwaltung im Reichsgau Sudetenland (Sudetengaugesetz). Danach kam der Landkreis Komotau zum Reichsgau Sudetenland und wurde dem neuen Regierungsbezirk Aussig zugeteilt.
Zum 1. Mai 1939 wurde eine Neugliederung der teilweise zerschnittenen Kreise im Sudetenland verfügt. Danach blieb der Landkreis Komotau in seinen bisherigen Grenzen erhalten. Es ergaben sich folgende kleinere Änderungen der Kreisgrenzen durch Umgliederung von Gemeinden:
- den Ortsteil Gabrielahütten der Gemeinde Kallich aus dem Landkreis Komotau in den Landkreis Brüx,
- Liebisch und Tschermich aus dem Landkreis Komotau in den Landkreis Kaaden,
- Ober Priesen aus dem Landkreis Brüx in den Landkreis Komotau.

Die gleichfalls verfügte Eingliederung der Gemeinde Zobietitz aus dem aufgehobenen Landkreis Preßnitz wurde bis 1945 nicht durchgeführt, da die endgültige Entscheidung über den Fortbestand des Landkreises Preßnitz nicht mehr gefallen ist. Faktisch hat der Landkreis Preßnitz bis Kriegsende fortbestanden.
Bei diesem Zustand blieb es bis zum Ende des Zweiten Weltkriegs.
Seit 1945 gehörte das Gebiet zunächst wieder zur Tschechoslowakei. Heute ist es ein Teil der Tschechischen Republik.

## Landräte
1939–1942: Hans-Heinrich Garten

## Kommunalverfassung
Bereits am Tag vor der förmlichen Eingliederung in das Deutsche Reich, nämlich am 20. November 1938, wurden alle Gemeinden der Deutschen Gemeindeordnung vom 30. Januar 1935 unterstellt, welche die Durchsetzung des Führerprinzips auf Gemeindeebene vorsah. Es galten fortan die im bisherigen Reichsgebiet üblichen Bezeichnungen, nämlich statt:
- Ortsgemeinde: Gemeinde,
- Marktgemeinde: Markt,
- Stadtgemeinde: Stadt,
- Politischer Bezirk: Landkreis.

## Ortsnamen
Es galten die bisherigen Ortsnamen weiter, und zwar in der deutsch-österreichischen Fassung von 1918.
1943 wurde die Gemeinde Sporitz in die Stadt Komotau eingegliedert.